# Lomtjärnen (Idre socken, Dalarna, 687723-133004)
Lomtjärnen är en sjö i Älvdalens kommun i Dalarna och ingår i Dalälvens huvudavrinningsområde. Sjön har en area på 0,0618 kvadratkilometer och ligger 548,6 meter över havet.

## Delavrinningsområde
Lomtjärnen ingår i det delavrinningsområde (687990-133007) som SMHI kallar för Mynnar i Grövlan. Medelhöjden är 698 meter över havet och ytan är 12,16 kvadratkilometer. Det finns inga avrinningsområden uppströms utan avrinningsområdet är högsta punkten. Fiskebäcken som avvattnar avrinningsområdet har biflödesordning 4, vilket innebär att vattnet flödar genom totalt 4 vattendrag innan det når havet efter 489 kilometer. Avrinningsområdet består mestadels av skog (57 procent) och kalfjäll (39 procent). Avrinningsområdet har 0,06 kvadratkilometer vattenytor vilket ger det en sjöprocent på 0,5 procent.